# ذي الراس

تعديل مصدري - تعديل

ذي الراس هي إحدى قرى عزلة ذي حود بمديرية المنار التابعة لمحافظة ذمار، في الجمهورية اليمنية.

## السكان
بلغ تعداد سكانها 711 نسمة بحسب تعداد اليمن لعام 2004.

## روابط خارجية
- الجهاز المركزي للإحصاء بالجمهورية اليمنية
- المركز الوطني للمعلومات باليمن
- الدليل الشامل